# Aleksandar Delčev
Aleksandar Delčev, bolgarski šahist in šahovski velemojster, * 1971, Bolgarija.